# Fugu

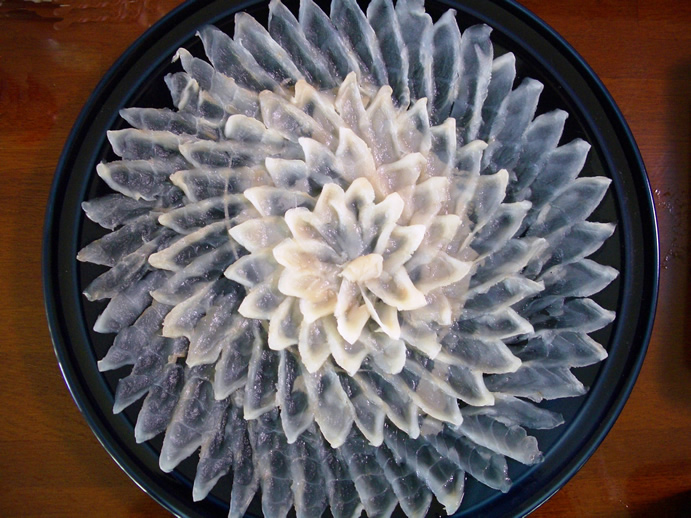
Fugu-Sashimi

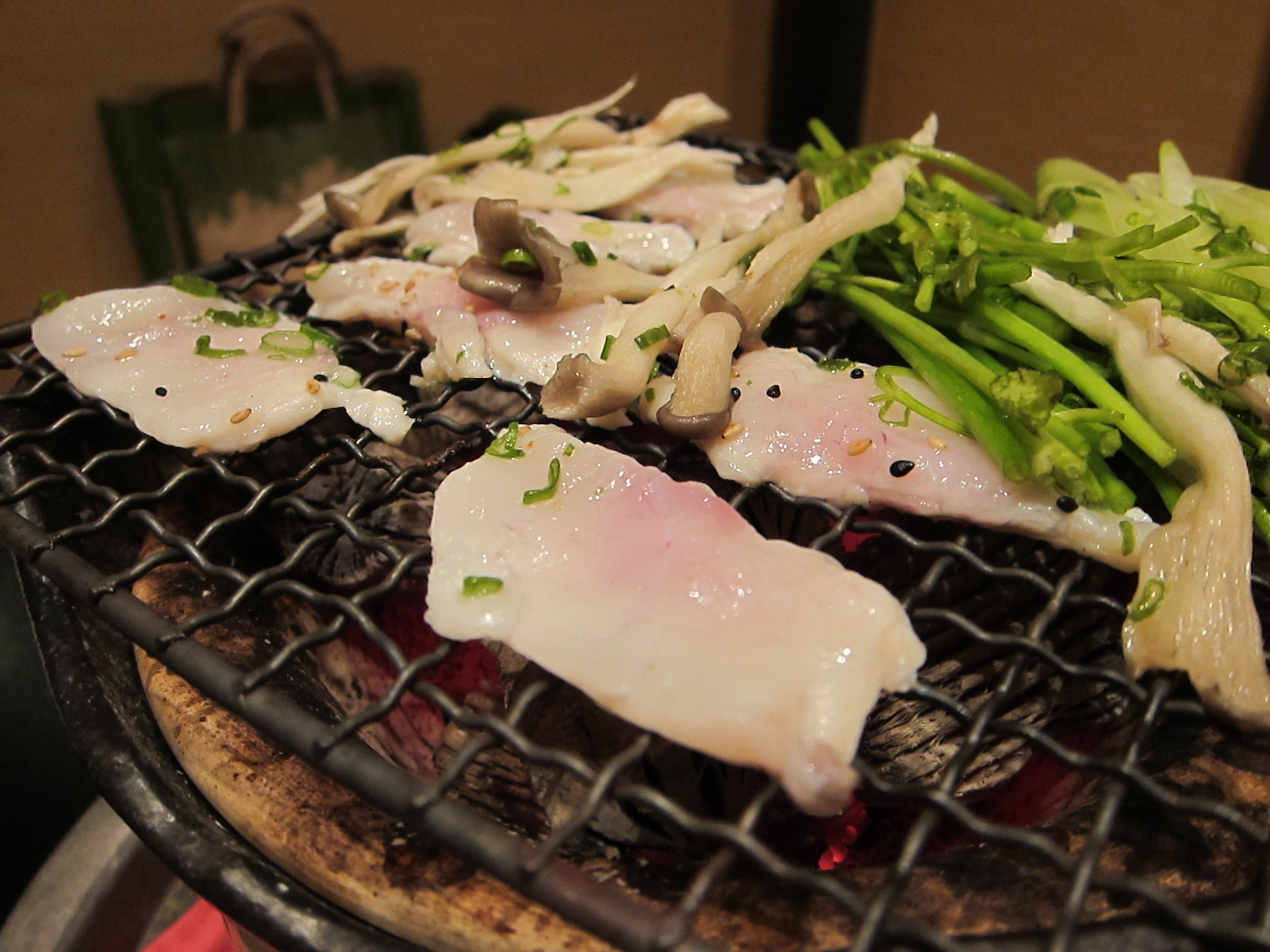
Koreanische Bogeo-gui; gegrillter Kugelfisch

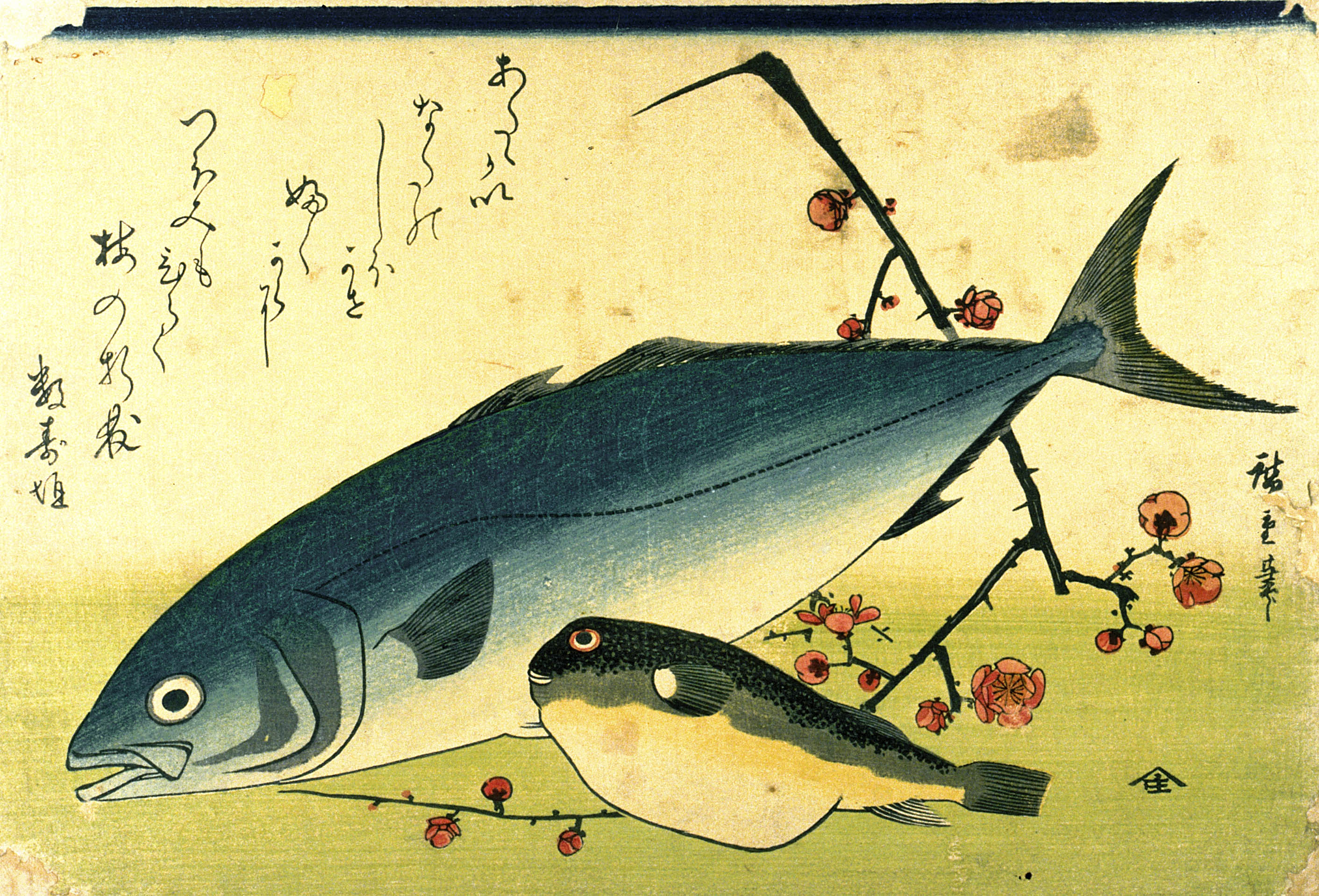
Stachelmakrele und Fugu, Utagawa Hiroshige (1832)

Fugu (japanisch 河豚) ist eine – besonders in Japan – beliebte, asiatische Spezialität, die aus Kugelfisch besteht. In der Japanischen Küche wird Fugu entweder als Sashimi roh aufgeschnitten, als Bestandteil eines Salats gereicht, frittiert (Fugu Kara-age) oder langsam geköchelt als Eintopf, Fugu Nabe bzw. Fugu-chiri angeboten. Aber auch die Fischmilch ist beliebt und an einigen Orten wird Fugu-fin-Sake gereicht.
Außerhalb Japans werden Fugu-Gerichte auch in Korea und China gereicht. In der koreanischen Küche wird Fugu Bogeo genannt und entweder als Bogeo-Bulgogi angeboten oder gegrillt als Bogeo-gui sowie langsam gekocht als Bogeo-jorim oder in der Suppe als Bokguk.
In einer besonderen Zubereitungstechnik werden die durch das darin enthaltene Tetrodotoxin hochgiftigen Körperteile wie Eierstock, Darm, Rogen, Leber und je nach Kugelfischart auch die Haut vorsichtig entfernt und meist nur das ungiftige Muskelfleisch verwendet. Daher muss heute in Japan jeder, der mit Fang, Handel oder Zubereitung zu tun hat, eine spezielle Lizenz besitzen. Für die Zubereitungslizenz muss der Koch zwei Jahre in einem Fugurestaurant gearbeitet haben und dann eine Prüfung ablegen.
Heute können allerdings mithilfe einer besonderen Ernährung auch ungiftige Kugelfische gezüchtet werden, da die Fische das Gift nicht selbst herstellen, sondern seine Bestandteile mit ihrer Nahrung aufnehmen.

## Etymologie
Im Altertum hieß der Fisch Fuku und wird auch heute noch im Raum Shimonoseki so bezeichnet. Den Namen erhielt er deshalb, weil sich der Fisch mit Wasser aufbläst und dieses beim Fangen herausspritzt, was sich wie pūpū anhört – /f/ und /p/ sind im Japanischen beides stimmlose Bilabiale.
Geschrieben wurde er als 布久 oder 鰒. Ersteres ist eine phonetische Schreibweise und findet sich erstmals im Wörterbuch Wamyō Ruijushō von 938. 鰒 ist dagegen viel jüngeren Datums und stammt aus der Edo-Zeit, wo es in der illustrierten Enzyklopädie Wakan Sansai Zue von 1712 verwendet wird. Dasselbe Schriftzeichen, allerdings mit der Aussprache awabi, bezeichnet aber auch Seeohren.
Die heutige übliche Kanji-Schreibweise 河豚 bedeutet wörtlich „Flussschwein“ und stammt aus China, wo es den im Jangtsekiang heimischen Takifugu obscurus (japanisch mefugu) bezeichnete. Das „Schwein“ bezieht sich sowohl auf den bereits vorher genannten Laut, der an ein Schwein erinnert, als auch auf dessen wohlschmeckendes Fleisch.

## Arten, Geschmack und Darreichung

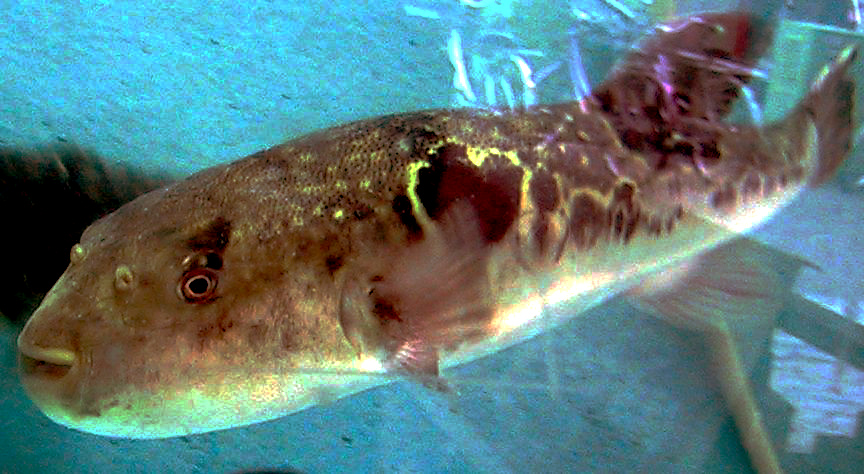
Takifugu rubripes in einem Restaurant in Nagoya, Japan

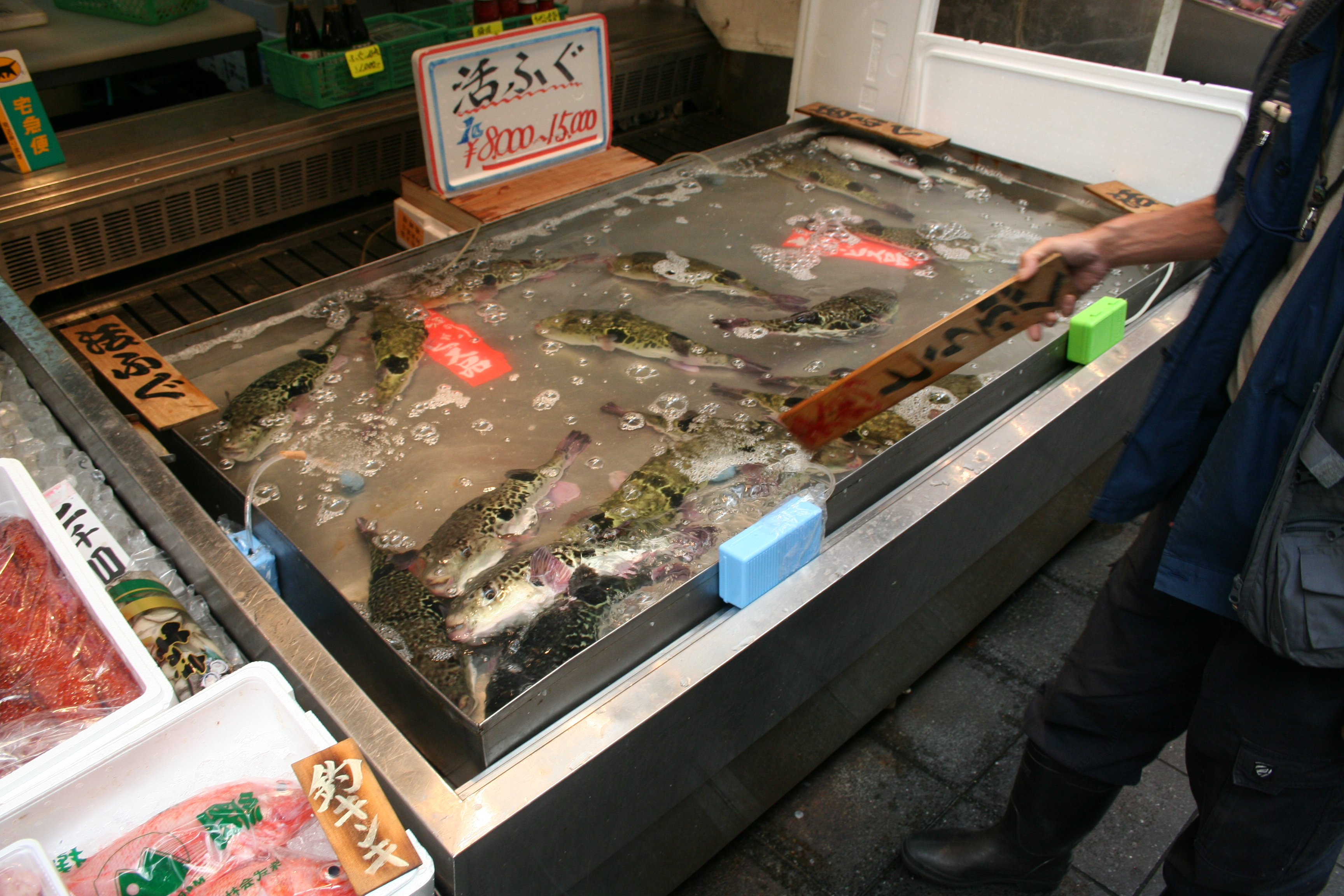
Fugu-Verkauf in einer Marktstraße in Ōsaka, Japan

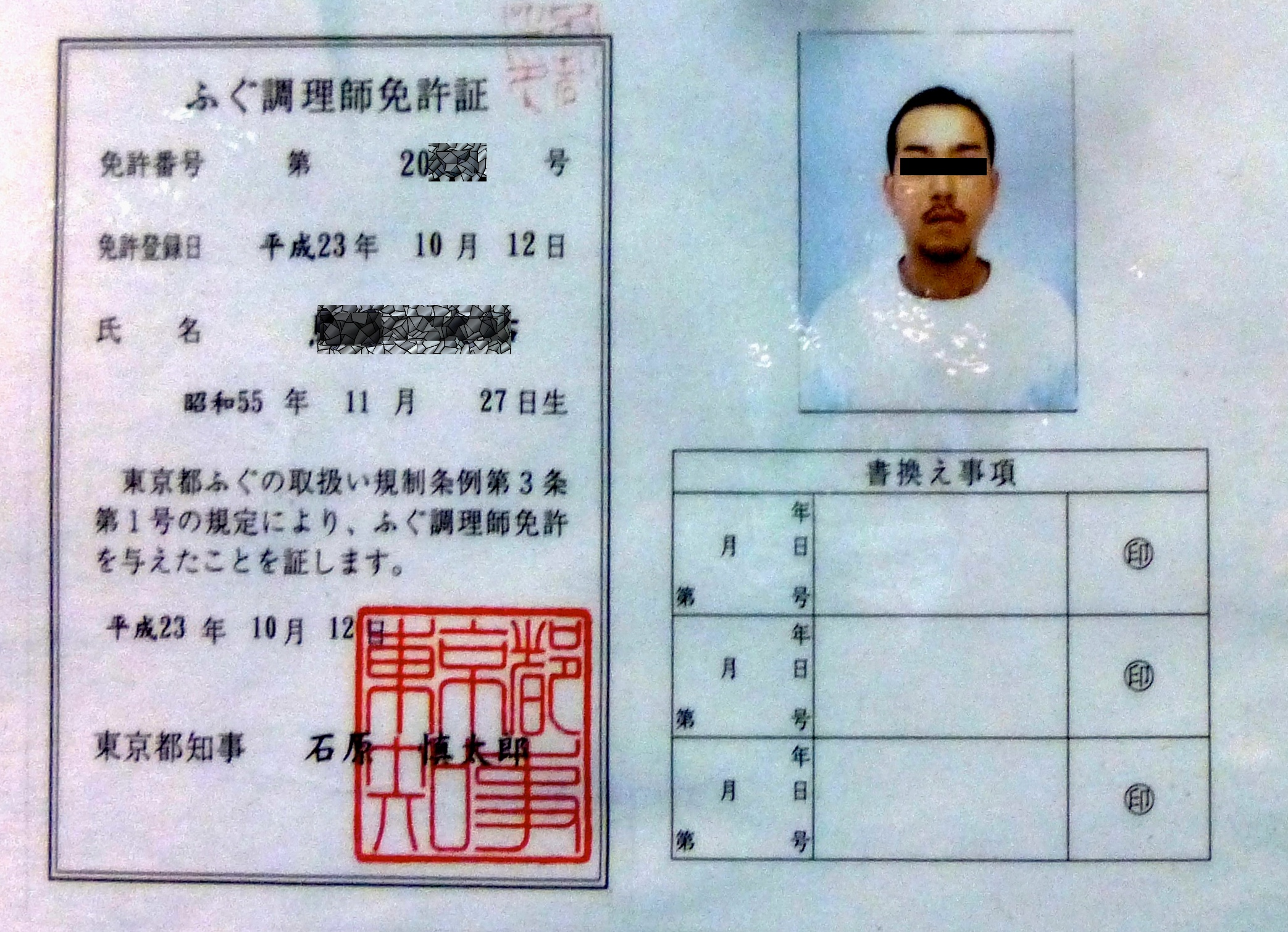
Offizielle Lizenz eines Kochs, der Fugu anbieten darf, 2013

In der traditionellen Japanischen Küche wird Fugu zumeist in Restaurants angeboten, die sich auf das Zubereiten von Kugelfischen spezialisiert haben. Die Restaurants erkennt man oft an einem getrockneten und aufgeblasenen Kugelfisch am Eingang. Er ist wegen der nötigen Sicherheitsmaßnahmen und der Spezialausbildung der Köche teuer und gilt als Statussymbol. Der Fisch wird zumeist als Sashimi roh in hauchdünnen Scheiben, jedoch auch frittiert oder gebraten (karage) verzehrt oder in einer Suppe zubereitet. Um den Rohfischgeschmack voll wahrzunehmen, werden traditionell zwei bis drei Scheiben übereinandergelegt in den Mund gesteckt, die üblicherweise zuvor mit Sojasauce (Shōyu) benetzt werden. Sein Geschmack wird meist als fade beschrieben. Die Kunst der Zubereitung liegt darin, gerade noch ohne ernsthafte Vergiftungserscheinungen tolerierbare Giftdosen zu verabreichen, die neben einem prickelnden Taubheitsgefühl im Mund beim Gast auch rauschhafte Euphorie auslösen sollen.
Der in den Fischen enthaltene Giftstoff Tetrodotoxin reichert sich im Laufe des Lebens in verschiedenen Körperteilen in unterschiedlicher Intensität an. Bei weiblichen Tieren konnte – insbesondere in den Reproduktionsorganen – eine deutlich höhere Konzentration des Toxins nachgewiesen werden. Die Haut und die Leber erreichten bei beiden Geschlechtern ähnlich Werte und bei einigen Arten ist das Gift auch im Muskelfleisch enthalten (z. B. Takifugu pardalis, Takifugu poecilonotus und Takifugu niphobles). Für die fachkundige Zubereitung von Fugu ist daher u. a. die richtige Geschlechtsbestimmung wichtig. Geschlechtsreife Tiere sind oftmals zuerst männlich, können ihr Geschlecht im Laufe des Lebenszyklus wechseln und zu weiblichen Tieren werden (siehe hierzu auch konsekutive Zwitter). Der Großteil der Vergiftungen geht auf unerfahrene Köche zurück, denen Kenntnisse bei der sicheren Geschlechtsbestimmung und/oder Erfahrung und Geschick beim Zerlegen der Fugus fehlen.
Folgende Kugelfisch-Arten werden vom japanischen Ministerium für Gesundheit, Arbeit und Soziales als für den Verzehr geeignet erlaubt, wobei Leber, Eierstöcke und Gedärme als generell sehr giftig bis tödlich gelten:
| Name                    | Name          | Giftigkeit / zum Verzehr erlaubt (grün = ja, gelb = teilweise, rot = nein) | Giftigkeit / zum Verzehr erlaubt (grün = ja, gelb = teilweise, rot = nein) | Giftigkeit / zum Verzehr erlaubt (grün = ja, gelb = teilweise, rot = nein) |
| Wissenschaftlich        | Japanisch     | Hoden                                                                      | Haut                                                                       | Muskelfleisch                                                              |
| ----------------------- | ------------- | -------------------------------------------------------------------------- | -------------------------------------------------------------------------- | -------------------------------------------------------------------------- |
| Takifugu chrysops       | Akamefugu     | ungiftig                                                                   | sehr giftig                                                                | ungiftig                                                                   |
| Lagocephalus inermis    | Kanafugu      | ungiftig                                                                   | ungiftig                                                                   | ungiftig                                                                   |
| Takifugu chinensis      | Karasu        | ungiftig                                                                   | ungiftig                                                                   | ungiftig                                                                   |
| Takifugu niphobles      | Kusafugu      | schwach giftig                                                             | sehr giftig                                                                | schwach giftig                                                             |
| Lagocephalus gloveri    | Kurosabafugu  | ungiftig                                                                   | ungiftig                                                                   | ungiftig                                                                   |
| Takifugu stictonotus    | Gomafugu      | ungiftig                                                                   | schwach giftig                                                             | ungiftig                                                                   |
| Takifugu poecilonotus   | Komonfugu     | sehr giftig                                                                | sehr giftig                                                                | schwach giftig                                                             |
| Takifugu flavidus       | Sansaifugu    | schwach giftig                                                             | sehr giftig                                                                | ungiftig                                                                   |
| Takifugu xanthopterum   | Shimafugu     | ungiftig                                                                   | ungiftig                                                                   | ungiftig                                                                   |
| Takifugu snyderi        | Shōsaifugu    | ungiftig                                                                   | sehr giftig                                                                | ungiftig                                                                   |
| Lagocephalus wheeleri   | Shirosabafugu | ungiftig                                                                   | ungiftig                                                                   | ungiftig                                                                   |
| Takifugu rubripes       | Torafugu      | ungiftig                                                                   | ungiftig                                                                   | ungiftig                                                                   |
| Takifugu vermicularis   | Nashifugu     | ungiftig                                                                   | tödlich                                                                    | ungiftig                                                                   |
| Takifugu pardalis       | Higanfugu     | schwach giftig                                                             | sehr giftig                                                                | schwach giftig                                                             |
| Takifugu porphyreus     | Mafugu        | ungiftig                                                                   | sehr giftig                                                                | ungiftig                                                                   |
| Takifugu obscurus       | Mefugu        | ungiftig                                                                   | sehr giftig                                                                | ungiftig                                                                   |
| Sphoeroides pachygaster | Yoritofugu    | ungiftig                                                                   | ungiftig                                                                   | ungiftig                                                                   |

Anmerkungen:
1. ↑  Verzehr verboten für Fänge aus der Okirai-Bucht (越喜来湾 Okirai-wan) bei Ōfunato, der Kamaishi-Bucht (釜石湾 Kamaishi-wan) bei Kamaishi sowie der Ogatsu-Bucht (雄勝湾 Ogatsu-wan) bei Ogatsu, Ishinomaki.
2. ↑  Verzehr der Hoden möglich für Fänge aus der Ariake-See und Tachibana-Bucht, nach einer von der Präfektur Nagasaki festgelegten Verarbeitungsweise.
3. ↑  Verzehr des Muskelfleisches möglich für Fänge aus der Ariake-See, Tachibana-Bucht und der Seto-Inlandsee von Kagawa und Okayama.
4. ↑  Verzehr verboten für Fänge aus der Okirai-Bucht (越喜来湾 Okirai-wan) bei Ōfunato sowie der Kamaishi-Bucht (釜石湾 Kamaishi-wan) bei Kamaishi.

Unter die Bezeichnung Fugu fallen aber auch die Igelfisch-Arten Grauer Igelfisch (Ishigakifugu), Braunflecken-Igelfisch (Harisenbon), Masken-Igelfisch (Hitozura-Harisenbon) und Gepunkteter Igelfisch (Nezumifugu), bei denen Hoden, Haut und Muskelfleisch essbar sind, sowie die Kofferfisch-Art Ostracion immaculatus (Hakofugu), deren Hoden und Muskelfleisch essbar sind.

## Gefährlichkeit und Verbote von Kugelfischkonsum

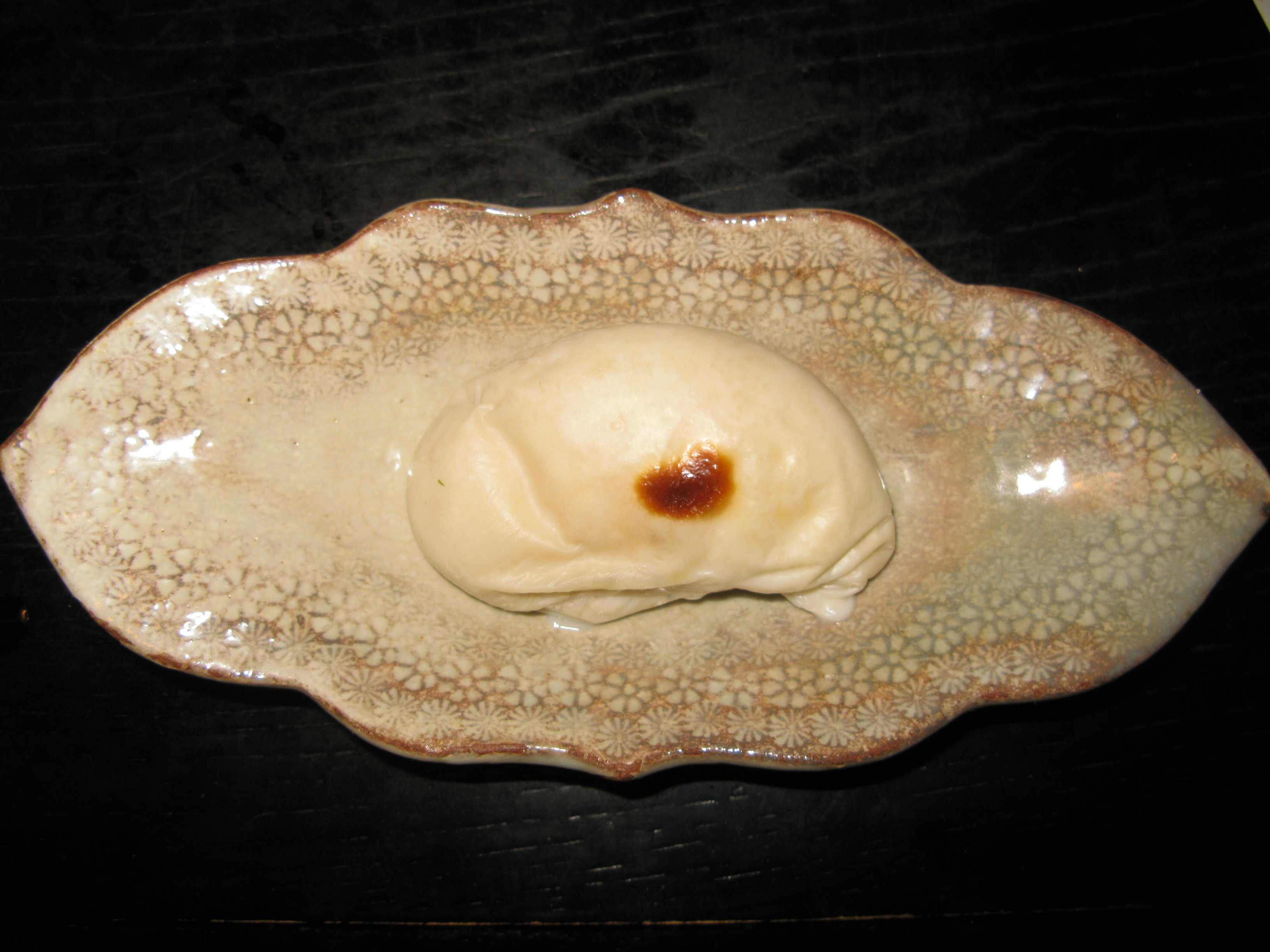
Gebratene Fugu-Fischmilch

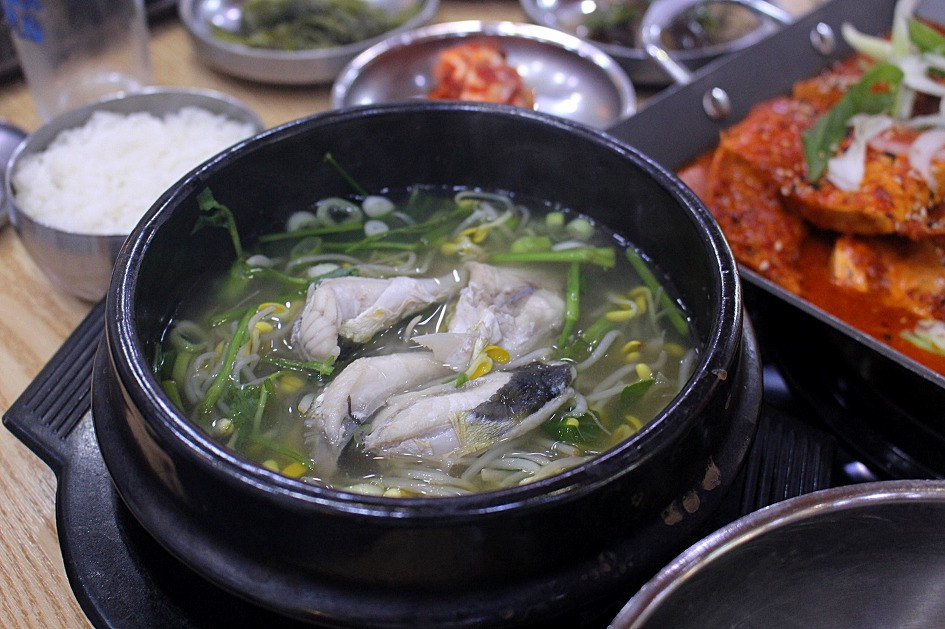
Bokguk – koreanische Fugu-Suppe

Die Wirkung wie auch die Gefährlichkeit der Kugelfische werden bereits im ältesten chinesischen Kräuterbuch (Pen tsao chin) erwähnt.
Während der Muromachi-Zeit (14.–16. Jahrhundert) wurde ein allgemeines Verzehrverbot erlassen. Bei den Samurais wurde eine Fuguvergiftung als sinnloser Tod betrachtet und führte zur Aufhebung der Besoldung der ganzen Familie. Als der erste Premierminister Itō Hirobumi 1888 im Restaurant Shunpanrō (春帆楼) in Shimonoseki in der Präfektur Yamaguchi Kugelfisch aß und von dessen Geschmack begeistert war, hob der Gouverneur dieser Präfektur Hara Yasutarō dieses Verbot auf. Von diesem Erlebnis wurde auch überliefert, es sei an dem Tag so stürmisch gewesen, dass es unmöglich gewesen sei, zum Fischen aufs Meer hinauszufahren. Aus diesem Grund wurde Itō Hirobumi von der Restaurantchefin, die nur die verbotene Delikatesse vorrätig hatte, Fugu serviert. Andere Gegenden Japans folgten alsbald der Aufhebung des Verzehrverbotes, wobei sich in Ōsaka das Verbot bis 1941 hielt.
Im Zeitraum von 1887 bis 1978 sind insgesamt 6.925 Menschen an Fugu-Vergiftung gestorben, was einem Durchschnitt von 75 Todesfällen pro Jahr entspricht. Es gab in der japanischen Geschichte immer wieder Versuche, den Genuss von Fugu zu verbieten, besonders, wenn zahlreiche Todesfälle auftraten, wie 1965, als 88 Menschen durch Fugu starben. Traditionell wird Sashimi in Japan schon seit der Muromachi-Zeit (ca. 1336–1573) verzehrt, Beschränkungen beim Verkauf von Fugu-Gerichten, sowie Berichte über beinahe tödliche Vergiftungen (z. B. über einen Krankenhausaufenthalt nach dem absichtlichen Verzehr roher Fugu-Leber, die als besonders giftig gilt) haben eher die Nachfrage gesteigert. In Asien gilt Fugu als Aphrodisiakum, zubereitet ist er nur in Spezialrestaurants erhältlich und zählt zu den weltweit teuersten Delikatessen. In Japan kostet ein mehrgängiges Fugu-Essen zwischen 300 und 450 Euro pro Person, während der Preis für ein einzelnes Gericht zwischen 100 und 200 Euro liegt.
Seit die Handhabung des Fisches in Japan Lizenzen erfordert, ist die Zahl der an Fugu-Vergiftung Verstorbenen quasi auf null zurückgegangen. Die durchschnittlich fünf Japaner im Jahr, die auch heute noch nach Kontakt mit Fugu-Innereien sterben, waren bisher ausnahmslos Privatleute, die ohne Lizenz mit dem Fisch arbeiteten oder bewusst die gifthaltige Leber als Rauschmittel konsumierten (seit 1983 verboten). Fugu ist auch das einzige Nahrungsmittel, das den Mitgliedern der kaiserlichen Familie nicht aufgetischt werden darf. Eine moderne Legende ist, dass Fugu-Köche, in deren Restaurant Leute vergiftet wurden, Seppuku (rituellen Selbstmord) begingen.
Weder in Deutschland noch in der restlichen Europäischen Union dürfen Fugu-Gerichte angeboten werden. In der Schweiz ist die Lebensmittelgewinnung aus Kugelfischen verboten (Art. 2l VLtH); das bedeutet, dass Fugu nur für den privaten Konsum importiert werden darf. In den USA haben einige wenige japanische Restaurants die Erlaubnis, Fugu zu servieren; dieser darf allerdings nicht vor Ort zubereitet, sondern muss filetiert und tiefgefroren aus Japan importiert werden.

## Kugelfischfang und giftfreie Aufzucht
Fugu ist eine Spezialität verschiedener japanischer Hafenstädte der Präfektur Yamaguchi, z. B. Shimonoseki, da in dieser Region das Tiefenwasser nahe dem Meeresgrund die von den Fischen bevorzugte Temperatur von 13 Grad Celsius aufweist. Gefischt wird durch Schleppfischen mit der Besonderheit, dass der Fisch sich beim Einholen infolge Druckabfalls aufbläht und ohne nachfolgende Manipulation kieloben im Fangbehälter treibt. Dem wird abgeholfen, indem ein gezielter Stich hinter die Kiemenflosse die Luft ablässt.
Tamao Noguchi (野口 玉雄) von der Universität Nagasaki hat nach jahrelangen Forschungen giftfreie Kugelfische der Art Takifugu rubripes aufziehen können. Durch eine tetrodotoxinfreie Nahrung wachsen die Kugelfische giftfrei heran. Das japanische Gesundheitsministerium will jedoch so lange keine Genehmigung für den Verkauf dieser Art erteilen, bis geklärt ist, wie das Gift im Fisch entsteht. Kugelfischzüchter halten diese Beschränkung für eine willkürliche Schutzbestimmung zugunsten der Fugu-Köche.

## Fugu in der Populärkultur
- In der Columbo-Folge Mord à la Carte (1978, Regie: Jonathan Demme) bringt der Mörder sein Opfer mit Fugugift um.
- In der Folge Zurück von den Toten der Serie Alphateam – Die Lebensretter im OP (2003) wird ein Patient eingeliefert, der nach einer Fuguvergiftung fälschlicherweise für tot gehalten wird.
- In der Hulk-Folge Goldrausch in Chinatown (1981, Regie: Jack Colvin) verwandelt sich David Banner nach dem Konsum von giftigem Fugu in den Hulk.
- In der Simpsons-Folge Die 24-Stunden-Frist (1991, Regie: Wesley M. Archer) glaubt Homer, dass er nur noch 24 Stunden zu leben hat, weil er in einem Sushi-Restaurant Fugu gegessen hat, der nicht von dem ansässigen Meisterkoch zubereitet wurde.
- In der CSI: NY-Folge Todesgrüße auf Vinyl (2004) kommt eine Frau ums Leben, da sie über Umwege (Nagellack) das Fugugift konsumiert.[16]
- In dem Kinofilm Die Erfindung der Wahrheit (2016, Regie: John Madden) wird in einer politischen Fernsehdebatte die Lizenzpflicht und langfristige Ausbildung der Fugu-Köche als Beispiel für die Notwendigkeit der Erschwerung des Zugangs zu Schusswaffen in den USA genannt.
- Im Film Gesetz der Rache lähmt der auf Rache sinnende Protagonist eines seiner Opfer mit Tetrodotoxin, um ihn anschließend grausam zu zerstückeln. Aufgrund der besonderen Eigenschaft des Giftes ist das Opfer während der ganzen Prozedur bei vollem Bewusstsein.
- In der Servant-Folge Jericho (2019, Regie: M. Night Shyamalan) soll das Au-pair-Mädchen ein Ceviche vom Fugu verkosten.
- In der zweiten Staffel von Der Beischläfer kommt es zu Vergiftungen und Todesfällen durch den Verzehr von Fugu-Burgern.
- In der Mission Situs Inversus im Videospiel Hitman, in dem der Spieler in die Rolle eines Auftragsmörders schlüpft, kann eine Zielperson mittels Fugu-Gift getötet werden.